# Women’s National Basketball League
Women’s National Basketball League (WNBL) – australijska narodowa liga koszykówki kobiet, reprezentująca najwyższą klasę rozgrywkową w tym kraju, powstała w 1981, jako Women’s Interstate Basketball Conference (WIBC).

## Historia
W sierpniu 1980, trener West Adelaide Bearcat – Ted Powell, po wymianie korespondencji z trenerem St Kilda’s – Billem Palmerem, zwołał spotkanie w hotelu Governor Hindmarsh, w Adelajdzie. Obecni byli trenerzy Ted (Północna Adelajda), Kay McFarlane, Brendan Flynn (Noarlunga). Na spotkaniu zadecydowano o stworzeniu międzystanowych rozgrywek z udziałem trzech zespołów, ze stanu Wiktoria (St Kilda, CYMS and Nunawading). Następnie delegaci sześciu drużyn spotkali się i potwierdzili utworzenie nowej ligi w motelu Town and Country, w Sydney, podczas mistrzostw Australii. Spotkanie zaowocowało stworzeniem rozgrywek, składających się z dwóch rund, które zostałyby rozegrane w lipcu i sierpniu 1981.
Największym zmartwieniem okazały się być finanse. Mając to na względzie uformowano rozgrywki ligowe z udziałem sześciu drużyn. Każdy zespół rywalizował z pozostałymi, raz na własnym terenie, a kolejny na wyjeździe. W weekendy rozgrywano po trzy spotkania, aby zaoszczędzić na kosztach rozgrywek. W ten sposób powstała liga.
W 1981, trener Australian Institute of Sport – Adrian Hurley (który poprowadził później zespół Boomers podczas igrzysk w 1988 i 1992) skontaktował się działaczami innych klubów, z zapytaniem, czy AIS mogłoby dołączyć do rozgrywek jeszcze w tym samym roku. Jego prośba została zaakceptowana.
Dziewięć drużyn wystąpiło w sezonie inauguracyjnym, były to: Australian Institute of Sport (AIS), Bankstown Bruins, Catholic Young Men’s Society (CYMS), Melbourne Telstars, Noarlunga Tigers, North Adelaide Rockets, St. Kilda Saints, Sutherland Sharks i West Adelaide Bearcats. Rozgrywki wystartowały 19 czerwca 1981. Pierwsze, historyczne spotkanie, zostało rozegrane w Adelajdzie, między zespołami AIS i West Adelaide. Rozgrywki zostały nazwane – Women’s Interstate Basketball Conference. Każda z drużyn musiała uiścić opłatę w wysokości 25 $, aby móc dołączyć do WIBC – dało to sumę łączną 200 $ na prowadzenie rozgrywek.

## Zespoły
Sezon 2018/2019
| Zespół                          | Miasto                                       | Hala                    | Barwy                             | W WNBL od | Trener           |
| ------------------------------- | -------------------------------------------- | ----------------------- | --------------------------------- | --------- | ---------------- |
| Adelaide Lightning              | Adelaide, Australia Południowa               | Titanium Security Arena | czerwony, żółty, niebieski, biały | 1992      | Chris Lucas      |
| Bendigo Spirit                  | Bendigo, Wiktoria                            | Bendigo Stadium         | niebieski, złoty, biały           | 2007      | Simon Pritchard  |
| Dandenong Rangers               | Dandenong, Wiktoria                          | Dandenong Stadium       | butelkowa zieleń, złoty           | 1992      | Larissa Anderson |
| Melbourne Boomers               | Melbourne, Wiktoria                          | State Basketball Centre | purpurowy, złoty                  | 1984      | Guy Molloy       |
| Perth Lynx                      | Perth, Australia Zachodnia                   | WA Basketball Centre    | czarny, czerwony                  | 1988      | Andy Stewart     |
| Sydney Uni Flames               | Sydney, Nowa Południowa Walia                | Brydens Stadium         | niebieski, złoty, biały           | 1989      | Cheryl Chambers  |
| Townsville Fire                 | Townsville, Queensland                       | Townsville RSL Stadium  | czarny, czerwony, pomarańczowy    | 2001      | Claudia Brassard |
| University of Canberra Capitals | Canberra, Australijskie Terytorium Stołeczne | Southern Cross Stadium  | jasnoniebieski, biały, złoty      | 1986      | Paul Goriss      |

### Nieistniejące kluby
- Adelaide City – 1992
- Australian Institute of Sport (AIS) – 1981 to 2011–12
- Brisbane Blazers – 1982 to 1998
- Catholic Young Men’s Society (CYMS) – 1981 to 1982
- Christchurch Sirens – 2007–08
- Coburg Cougars – 1983 to 1990
- Geelong Supercats – 1986
- Hobart Islanders – 1986 to 1996
- Logan Thunder – 2008–09 to 2013–14
- Melbourne East – 1989 to 1990
- Melbourne Telstars – 1981
- Melbourne Tigers – 1991 to 2000–01
- Noarlunga Tigers – 1981 to 1991
- North Adelaide Rockets – 1981 to 1991
- Nunawading Spectres – 1982 to 1991
- South East Queensland Stars – 2015–16
- St. Kilda Saints – 1981 to 1985
- Sutherland Sharks – 1981 to 1986
- West Adelaide Bearcats – 1981 to 1992

## Finalistki
| Sezon   | Mistrzynie                    | Mistrzynie       | Wicemistrzynie                | Wicemistrzynie   | Format             | Wynik  | MVP finałów      |
| Sezon   | Zespół                        | Trener           | Zespół                        | Trener           | Format             | Wynik  | MVP finałów      |
| ------- | ----------------------------- | ---------------- | ----------------------------- | ---------------- | ------------------ | ------ | ---------------- |
| 1981    | St Kilda Saints               |                  | North Adelaide Rockets        | Kay McFarlane    | 1 mecz             | 77–58  |                  |
| 1982    | St Kilda Saints               |                  | Bankstown Bruins              | Robbie Cadee     | 1 mecz             | 62–56  |                  |
| 1983    | Nunawading Spectres           | Tom Maher        | St Kilda Saints               |                  | 1 mecz             | 70–46  |                  |
| 1984    | Nunawading Spectres           | Tom Maher        | West Adelaide Bearcats        | Ted Powell       | 1 mecz             | 78–65  |                  |
| 1985    | Coburg Cougars                |                  | Noarlunga Tigers              | Jim Madigan      | 1 mecz             | 73–71  | Karin Maar       |
| 1986    | Nunawading Spectres           |                  | Australian Institute of Sport |                  | 1 mecz             | 62–51  | Shelley Gorman   |
| 1987    | Nunawading Spectres           | Tom Maher        | Coburg Cougars                |                  | 1 mecz             | 67–59  | Tracey Browning  |
| 1988    | Nunawading Spectres           | Tom Maher        | North Adelaide Rockets        | Kay McFarlane    | 1 mecz             | 71–43  | Shelley Gorman   |
| 1989    | Nunawading Spectres           | Tom Maher        | Hobart Islanders              |                  | 1 mecz             | 80–69  | Robyn Maher      |
| 1990    | North Adelaide Rockets        | Mark Molitor     | Hobart Islanders              |                  | 1 mecz             | 72–57  | Donna Brown      |
| 1991    | Hobart Islanders              |                  | Nunawading Spectres           |                  | 1 mecz             | 67–64  | Debbie Black     |
| 1992    | Perth Breakers                | Tom Maher        | Dandenong Rangers             | Alex Palazzolo   | 1 mecz             | 58–54  | Tanya Fisher     |
| 1993    | Sydney Flames                 | Carrie Graf      | Perth Breakers                | Guy Molloy       | 1 mecz             | 65–64  | Annie Burgess    |
| 1994    | Adelaide Lightning            | Jan Stirling     | Melbourne Tigers              | Ray Tomlinson    | 1 mecz             | 84–77  | Rachael Sporn    |
| 1995    | Adelaide Lightning            | Jan Stirling     | Melbourne Tigers              | Ray Tomlinson    | 1 mecz             | 50–43  | Rachael Sporn    |
| 1996    | Adelaide Lightning            | Jan Stirling     | Sydney Flames                 | Carrie Graf      | 1 mecz             | 80–65  | Michelle Brogan  |
| 1997    | Sydney Flames                 | Bill Tomlinson   | Adelaide Lightning            | Jan Stirling     | 1 mecz             | 61–56  | Trisha Fallon    |
| 1998    | Adelaide Lightning            | Jan Stirling     | Sydney Flames                 | Murray Wardle    | 1 mecz             | 67–56  | Jo Hill          |
| 1998–99 | Australian Institute of Sport | Phil Brown       | Perth Breakers                | Murray Treseder  | 1 mecz             | 88–79  | Kristen Veal     |
| 1999–00 | Canberra Capitals             | Carrie Graf      | Adelaide Lightning            | Jan Stirling     | 1 mecz             | 67–50  | Kristen Veal     |
| 2000–01 | Sydney Panthers               | Karen Dalton     | Canberra Capitals             | Carrie Graf      | 1 mecz             | 69–65  | Annie Burgess    |
| 2001–02 | Canberra Capitals             | Carrie Graf      | Sydney Panthers               | Karen Dalton     | 1 mecz             | 75–69  | Lauren Jackson   |
| 2002–03 | Canberra Capitals             | Tom Maher        | Sydney Panthers               | Karen Dalton     | 1 mecz             | 69–67  | Lauren Jackson   |
| 2003–04 | Dandenong Rangers             | Gary Fox         | Sydney Uni Flames             | Karen Dalton     | 1 mecz             | 63–53  | Emily McInerny   |
| 2004–05 | Dandenong Rangers             | Gary Fox         | Sydney Uni Flames             | Karen Dalton     | 1 mecz             | 52–47  | Jacinta Hamilton |
| 2005–06 | Canberra Capitals             | Carrie Graf      | Dandenong Rangers             | Gary Fox         | 1 mecz             | 68–55  | Lauren Jackson   |
| 2006–07 | Canberra Capitals             | Carrie Graf      | Sydney Uni Flames             | Karen Dalton     | 1 mecz             | 73–59  | Tracey Beatty    |
| 2007–08 | Adelaide Lightning            | Vicki Valk       | Sydney Uni Flames             | Karen Dalton     | 1 mecz             | 92–82  | Renae Camino     |
| 2008–09 | Canberra Capitals             | Carrie Graf      | Bulleen Boomers               | Cheryl Chambers  | 1 mecz             | 61–58  | Natalie Hurst    |
| 2009–10 | Canberra Capitals             | Carrie Graf      | Bulleen Boomers               | Tom Maher        | 1 mecz             | 75–70  | Lauren Jackson   |
| 2010–11 | Bulleen Boomers               | Tom Maher        | Canberra Capitals             | Carrie Graf      | 1 mecz             | 103–78 | Sharin Milner    |
| 2011–12 | Dandenong Rangers             | Mark Wright      | Bulleen Boomers               | Tom Maher        | 1 mecz             | 94–70  | Kathleen MacLeod |
| 2012–13 | Bendigo Spirit                | Bernie Harrower  | Townsville Fire               | Chris Lucas      | 1 mecz             | 71–57  | Kelsey Griffin   |
| 2013–14 | Bendigo Spirit                | Bernie Harrower  | Townsville Fire               | Chris Lucas      | 1 mecz             | 94–83  | Kelsey Griffin   |
| 2014–15 | Townsville Fire               | Chris Lucas      | Bendigo Spirit                | Bernie Harrower  | 1 mecz             | 75–65  | Mia Newley       |
| 2015–16 | Townsville Fire               | Chris Lucas      | Perth Lynx                    | Andy Stewart     | Do dwóch zwycięstw | 2–0    | Micaela Cocks    |
| 2016–17 | Sydney Uni Flames             | Cheryl Chambers  | Dandenong Rangers             | Larissa Anderson | Do dwóch zwycięstw | 2–0    | Leilani Mitchell |
| 2017–18 | Townsville Fire               | Claudia Brassard | Melbourne Boomers             | Guy Molloy       | Do dwóch zwycięstw | 2–1    | Suzy Batkovic    |
| 2018–19 | Canberra Capitals             | Paul Goriss      | Adelaide Lightning            | Chris Lucas      | Do dwóch zwycięstw | 2–1    | Kelsey Griffin   |

## Bilans finalistów według klubów
| Zespół             | Wygrane | Przegrane | Finały | Zwycięskie lata                                | Przegrane finały                               |
| ------------------ | ------- | --------- | ------ | ---------------------------------------------- | ---------------------------------------------- |
| Canberra Capitals  | 8       | 2         | 10     | 2000, 2002, 2003, 2006, 2007, 2009, 2010, 2019 | 2001, 2011                                     |
| Adelaide Lightning | 5       | 3         | 8      | 1994, 1995, 1996, 1998, 2008                   | 1997, 2000, 2019                               |
| Sydney Uni Flames  | 4       | 8         | 12     | 1993, 1997, 2001, 2017                         | 1996, 1998, 2002, 2003, 2004, 2005, 2007, 2008 |
| Dandenong Rangers  | 3       | 3         | 6      | 2004, 2005, 2012                               | 1992, 2006, 2017                               |
| Townsville Fire    | 3       | 2         | 5      | 2015, 2016, 2018                               | 2013, 2014                                     |
| Bendigo Spirit     | 2       | 1         | 3      | 2013, 2014                                     | 2015                                           |
| Melbourne Boomers  | 1       | 4         | 5      | 2011                                           | 2009, 2010, 2012, 2018                         |
| Perth Lynx         | 1       | 3         | 4      | 1992                                           | 1993, 1999, 2016                               |